# Борищево
Борищево (рос. Борищево) — село в Перемишльському районі Калузької області Російської Федерації.
Населення становить 240 осіб. Входить до складу муніципального утворення Село Борищево.

## Історія
Від 2004 року входить до складу муніципального утворення Село Борищево

## Населення
| 2002 | 2010 |
| ---- | ---- |
| 244  | ↘240 |